# Saint-Vaast-en-Chaussée
Saint-Vaast-en-Chaussée település Franciaországban, Somme megyében. Lakosainak száma 503 fő (2022. január 1.). Saint-Vaast-en-Chaussée La Chaussée-Tirancourt, Saint-Sauveur, Vaux-en-Amiénois és Vignacourt községekkel határos.

## Népesség
A település népessége az elmúlt években az alábbi módon változott:
| Lakosok száma | 511  | 503  | 507  | 495  | 492  | 488  | 485  | 489  | 503  |
|               | 2013 | 2015 | 2016 | 2017 | 2018 | 2019 | 2020 | 2021 | 2022 |